# Hradec Králové (vùng)

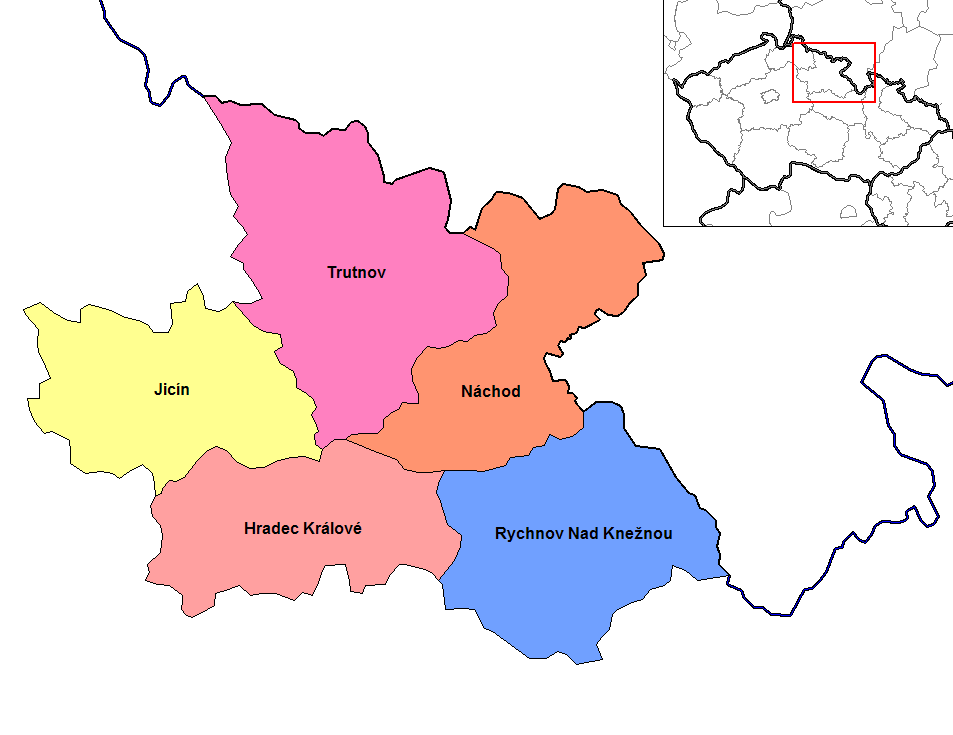
Huyện của vùng Hradec Králové

Vùng Hradec Králové (tiếng Séc: Královéhradecký kraj) là một đơn vị hành chính (tiếng Séc: kraj) của Cộng hòa Séc, tọa lạc ở đông bắc của vùng lịch sử Bohemia. Vùng này được đặt tên theo thủ phủ Hradec Králové.
Phía nam giáp vùng Pardubice, tây nam giáp vùng Trung Bohemia còn phía tây giáp vùng Liberec. Vùng này giáp với tỉnh Hạ Silesia của Ba Lan.

## Thành phố và thị xã
- Hradec Králové
- Broumov
- Červený Kostelec
- Česká Skalice
- Chlumec nad Cidlinou
- Dvůr Králové nad Labem
- Hořice
- Hronov
- Jaroměř
- Jičín
- Náchod
- Nechanice
- Nový Bydžov
- Rychnov nad Kněžnou
- Smiřice
- Teplice nad Metují
- Trutnov
- Vrchlabí
- Libčany